# Bananaplac
Il bananaplac è un  materiale eco-compatibile sviluppato da un gruppo di ricercatori dell'Università di Rio De Janeiro in Brasile, ottenuto mediante la lavorazione delle fibre della pianta del banano unite a delle resine naturali.
L'obiettivo dei ricercatori è quello di promuovere l'utilizzo di tale materiale come valido sostituto ecologico della formica e dei multistrato  utilizzati per la produzione di mobilio.